# Miresa
Miresa är ett släkte av fjärilar. Miresa ingår i familjen snigelspinnare.

## Bildgalleri

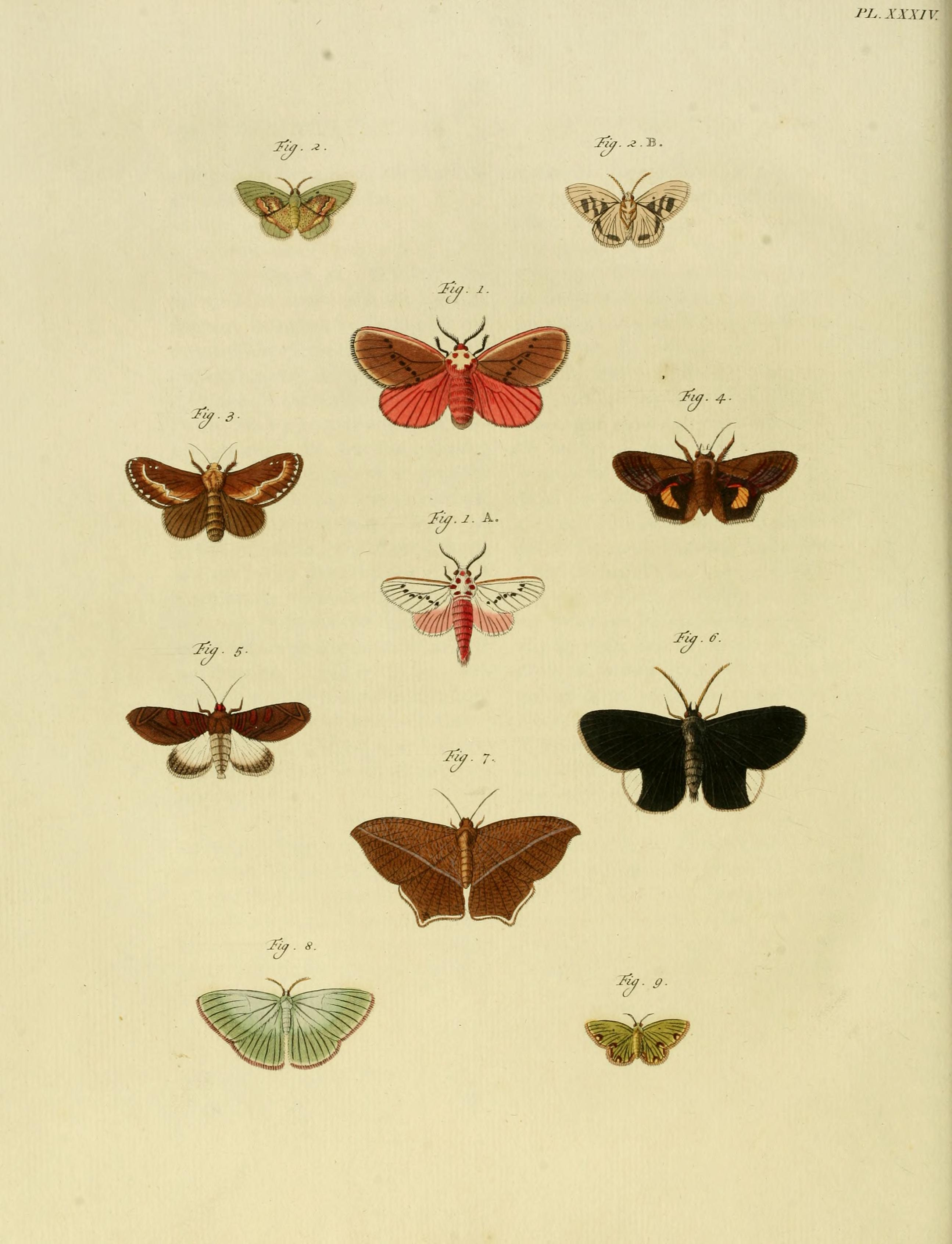
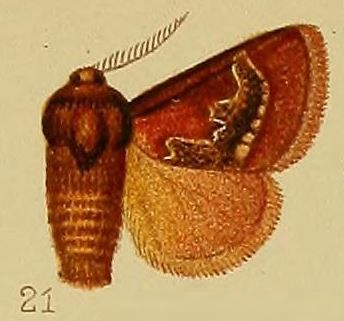

## Dottertaxa tillMiresa, i alfabetisk ordning[1]
- Miresa acallis
- Miresa albipuncta
- Miresa alma
- Miresa aquila
- Miresa argentata
- Miresa argentea
- Miresa argentifera
- Miresa aspera
- Miresa basirufa
- Miresa bilineata
- Miresa binea
- Miresa bracteata
- Miresa brunnea
- Miresa burmensis
- Miresa canescens
- Miresa clarissa
- Miresa coccinea
- Miresa decedens
- Miresa demangei
- Miresa exigua
- Miresa fulgida
- Miresa fuscidorsalis
- Miresa fuscoflava
- Miresa gilba
- Miresa gliricidiae
- Miresa guttifera
- Miresa habenichti
- Miresa haematoessa
- Miresa haematoessula
- Miresa incredibilis
- Miresa inornata
- Miresa intensior
- Miresa kagoshimensis
- Miresa kwangtungensis
- Miresa lancensis
- Miresa livida
- Miresa melanosticta
- Miresa metathermistis
- Miresa muramatsui
- Miresa nivaha
- Miresa orgyoides
- Miresa orientis
- Miresa pallivitta
- Miresa phocea
- Miresa pura
- Miresa pyronota
- Miresa pyrosoma
- Miresa scotopepla
- Miresa semicalida
- Miresa sibinoides
- Miresa sobrina
- Miresa sola
- Miresa strigivena
- Miresa thermistis
- Miresa urga
- Miresa venosa